# Rumo
Rumo és un municipi italià, dins de la província de Trento. L'any 2007 tenia 857 habitants. Limita amb els municipis de Bresimo, Cagnò, Livo, Proveis (BZ), Revò i Ulten (BZ).

## Administració
| Període | Identitat      | Partit        |
| ------- | -------------- | ------------- |
| 2004-   | Vito Fedrigoni | Llista cívica |